# Graham Henry
Graham Henry (ur. 8 czerwca 1946 w Christchurch) – nowozelandzki trener rugby union.
W latach 2004–2011 selekcjoner reprezentacji Nowej Zelandii. Z All Blacks zdobył w 2011 roku Puchar Świata. Wcześniej trenował m.in. reprezentację Walii i drużynę British and Irish Lions. Pięciokrotnie Międzynarodowa Rada Rugby (IRB) przyznawała mu tytuł najlepszego trenera rugby na świecie (2005, 2006, 2008, 2010, 2011).